# Новоселівська селищна рада (Роздольненський район)
Новосе́лівська се́лищна ра́да — адміністративно-територіальна одиниця та орган місцевого самоврядування в Роздольненському районі Автономної Республіки Крим. Адміністративний центр — селище міського типу Новоселівське.

## Загальні відомості
- Населення ради: 3 353 особи (станом на 2001 рік)

## Населені пункти
Селищній раді підпорядковані населені пункти:
- смт Новоселівське
- с. Сєверне

## Склад ради
Рада складається з 20 депутатів та голови.
- Голова ради: Шикало Галина Миколаївна
- Секретар ради: Терновська Людмила Іванівна

### Керівний склад попередніх скликань
| Прізвище, ім'я, по батькові | Основні відомості                                                                      | Дата обрання | Дата звільнення |
| --------------------------- | -------------------------------------------------------------------------------------- | ------------ | --------------- |
| Бугайова Марина Валеріївна  | Селищний голова, 1974 року народження, член Партії регіонів                            | 26.03.2006   | 31.10.2010      |
| Шикало Галина Миколаївна    | Селищний голова, 1958 року народження, освіта середня спеціальна, член Партії регіонів | 31.10.2010   |                 |

Примітка: таблиця складена за даними сайту Верховної Ради України

### Депутати
За результатами місцевих виборів 2010 року депутатами ради стали:

#### За суб'єктами висування
| Суб'єкт висування                 | Кількість обраних депутатів | %  |
| --------------------------------- | --------------------------- | -- |
| Партія регіонів                   | 16                          | 80 |
| Політична партія «Руська Єдність» | 2                           | 10 |
| Самовисування                     | 2                           | 10 |

#### За округами
| № округу                          | Прізвище, ім'я, по батькові     | Дата визнання обраним | Освіта             | Партійна приналежність | Відомості про обраного депутата                   |
| --------------------------------- | ------------------------------- | --------------------- | ------------------ | ---------------------- | ------------------------------------------------- |
| Партія регіонів                   |                                 |                       |                    |                        |                                                   |
| 1                                 | Колосовська Наталія Іванівна    | 04.11.2010            | середня            | член Партії регіонів   | тимчасово не працює                               |
| 2                                 | Шкурат Олена Михайлівна         | 04.11.2010            | середня            | член Партії регіонів   | тимчасово не працює                               |
| 4                                 | Келеберда Іван Юхимович         | 04.11.2010            | середня            | член Партії регіонів   | Новоселівська селищна рада, електрик              |
| 5                                 | Калюжна Тетяна Олександрівна    | 04.11.2010            | середня спеціальна | член Партії регіонів   | Новоселівська селищна рада, спеціаліст            |
| 6                                 | Осіннікова Ніна Віталіївна      | 04.11.2010            | середня            | член Партії регіонів   | тимчасово не працює                               |
| 7                                 | Стасюк Любов Олексіївна         | 04.11.2010            | вища               | член Партії регіонів   | дитячій садок «Євпаторія», вихователь             |
| 8                                 | Пілєржинська Галина Василівна   | 04.11.2010            | вища               | член Партії регіонів   | дитячій садок «Червоний капелюшок», завідувачка   |
| 9                                 | Городенська Галина Михайлівна   | 04.11.2010            | вища               | член Партії регіонів   | Новоселівська загальноосвітня школа, вчитель      |
| 10                                | Латинський Сергій Станіславович | 04.11.2010            | середня            | член Партії регіонів   | приватний підприємець                             |
| 11                                | Яніцька Лідія Іванівна          | 04.11.2010            | середня спеціальна | член Партії регіонів   | ЧП «Асортімент», продавець                        |
| 12                                | Заяць Надія Миколаївна          | 04.11.2010            | середня спеціальна | член Партії регіонів   | Новоселівська селищна рада, інспектор             |
| 14                                | Лоскутов Микола Олексійович     | 04.11.2010            | вища               | член Партії регіонів   | Сакське управління зрошувальних систем, майстер   |
| 15                                | Ізетов Рінальд Зінадінович      | 04.11.2010            | вища               | член Партії регіонів   | «Агрогаз», майстер                                |
| 17                                | Петушков Сергій Іванович        | 04.11.2010            | вища               | член Партії регіонів   | Новоселівська селищна рада, землевпорядник        |
| 19                                | Алімов Анатолій Олексійович     | 04.11.2010            | середня            | член Партії регіонів   | експлуатаційна дільниця СУЗС, начальник           |
| 20                                | Зацерковний Василь Іванович     | 04.11.2010            | середня            | член Партії регіонів   | Раздольненська ЦРЛ, водій                         |
| Політична партія «Руська Єдність» |                                 |                       |                    |                        |                                                   |
| 16                                | Терновська Людмила Іванівна     | 04.11.2010            | вища               | позапартійна           | Новоселівська загальна школа, вчитель             |
| 18                                | Бєляєва Галина Василівна        | 04.11.2010            | вища               | позапартійна           | Новоселівська філія ЄПТУПСГ, заступник завідувача |
| Самовисування                     |                                 |                       |                    |                        |                                                   |
| 3                                 | Мазурок Галина Сергіївна        | 15.11.2010            | середня            | позапартійна           | пенсіонер                                         |
| 13                                | Марущак Зінаїда Іванівна        | 04.11.2010            | вища               | позапартійна           | Новоселівська філія ЄПТУПСГ, бібліотекар          |